# Rafalus karskii
Espèce
Rafalus karskii est une espèce d'araignées aranéomorphes de la famille des Salticidae.

## Distribution
Cette espèce est endémique d'Israël. Elle se rencontre vers Ain Aruz.

## Description
La carapace de la femelle holotype mesure 3,40 mm de long et l'abdomen 3,95 mm.

## Étymologie
Cette espèce est nommée en l'honneur de Jan Karski.

## Publication originale
- Prószyński, 1999 : Description of Rafalus gen. n. (Aranei: Salticidae), with special reference to the Near East fauna. Arthropoda Selecta, vol. 8, no 2, p. 89-101 (texte intégral).